# 카디자 빈트 쿠와일리드
카디자 빈트 쿠와일리드(아랍어: خديجة بنت خويلد, 555년 ~ 619년)는 무함마드의 첫 아내이다. 메카 코레이시족의 부유한 과부로서 상업을 경영하였다. 무함마드전에 따르면 그는 처음에 그녀에게 고용된 고용인이었는데, 나이가 많은 그녀의 구혼을 받아 결혼한 뒤 경제적으로 윤택한 생활을 할 수 있게 되어 종교적 명상에 몰두할 수 있었다고 한다. 이슬람교에서는 무함마드가 최초로 신의 계시에 접하였을 때 매우 흥분하고 동요하자 그녀가 정신적으로 뒷받침해 주었다는 것을 아름답게 묘사하고 있다. 헤지라 3년 전에 죽었다.

## 참고 문헌
- 이 문서에는 다음커뮤니케이션(현 카카오)에서 GFDL 또는 CC-SA 라이선스로 배포한 글로벌 세계대백과사전의 내용을 기초로 작성된 글이 포함되어 있습니다.